# Робинсон-Эрл, Джеремайя
Джеремайя Робинсон-Эрл (англ. Jeremiah Robinson-Earl; род. 3 ноября 2000, Канзас-Сити, Миссури) — американский профессиональный баскетболист, выступающий за клуб Национальной баскетбольной ассоциации «Нью-Орлеан Пеликанс». На студенческом уровне выступал за команду «Вилланова Уайлдкэтс». Играет на позициях тяжёлого форварда и центрового.

## Профессиональная карьера

### Оклахома-Сити Тандер (2021–2023)
Робинсон-Эрл был выбран во втором раунде драфта НБА 2021 года под 32-м номером командой «Нью-Йорк Никс», а затем был обменян в клуб «Оклахома-Сити Тандер» за права на Рокаса Йокубайтиса и Майлза Макбрайда. 10 августа 2021 года он подписал контракт с «Тандер». 3 февраля 2023 года он был переведён в Джи-Лигу НБА в состав «Оклахомы-Сити Блю».
17 октября 2023 года Робинсон-Эрл был обменян «Тандер» вместе с Виктором Оладипо в «Хьюстон Рокетс» на Кевина Портера-младшего и два будущих выбора во втором раунде драфта, но шесть дней спустя «Рокетс» отказались от него.

### Нью-Орлеан Пеликанс (2023–настоящее время)
3 ноября 2023 года Робинсон-Эрл подписал двусторонний контракт с «Нью-Орлеан Пеликанс». 17 февраля 2024 года он подписал стандартный контракт с «Пеликанс».

## Карьера в национальной сборной
Робинсон-Эрл играл за сборную США среди игроков до 18 лет на чемпионате Америки среди игроков до 18 лет 2018 года в Канаде. Он помог своей команде завоевать золотую медаль. На чемпионате мира среди игроков до 19 лет 2019 года в Греции Робинсон-Эрл в среднем набирал 12,7 очков и делал 6,3 подбора за игру, что помогло его команде завоевать золотую медаль.

## Статистика

### Статистика в НБА
| Сезон                                                                                    | Команда       | Регулярный сезон | Регулярный сезон | Регулярный сезон | Регулярный сезон | Регулярный сезон | Регулярный сезон | Регулярный сезон | Регулярный сезон | Регулярный сезон | Регулярный сезон | Регулярный сезон | Серия плей-офф | Серия плей-офф | Серия плей-офф | Серия плей-офф | Серия плей-офф | Серия плей-офф | Серия плей-офф | Серия плей-офф | Серия плей-офф | Серия плей-офф | Серия плей-офф |
| Сезон                                                                                    | Команда       | GP               | GS               | MPG              | FG%              | 3P%              | FT%              | RPG              | APG              | SPG              | BPG              | PPG              | GP             | GS             | MPG            | FG%            | 3P%            | FT%            | RPG            | APG            | SPG            | BPG            | PPG            |
| ---------------------------------------------------------------------------------------- | ------------- | ---------------- | ---------------- | ---------------- | ---------------- | ---------------- | ---------------- | ---------------- | ---------------- | ---------------- | ---------------- | ---------------- | -------------- | -------------- | -------------- | -------------- | -------------- | -------------- | -------------- | -------------- | -------------- | -------------- | -------------- |
| 2021/22                                                                                  | Оклахома-Сити | 49               | 36               | 22,2             | 41,4             | 35,2             | 74,1             | 5,6              | 1,0              | 0,6              | 0,3              | 7,5              | Не участвовал  | Не участвовал  | Не участвовал  | Не участвовал  | Не участвовал  | Не участвовал  | Не участвовал  | Не участвовал  | Не участвовал  | Не участвовал  | Не участвовал  |
| 2022/23                                                                                  | Оклахома-Сити | 43               | 20               | 18,9             | 44,4             | 33,3             | 83,3             | 4,2              | 1,0              | 0,6              | 0,3              | 6,8              | Не участвовал  | Не участвовал  | Не участвовал  | Не участвовал  | Не участвовал  | Не участвовал  | Не участвовал  | Не участвовал  | Не участвовал  | Не участвовал  | Не участвовал  |
| 2023/24                                                                                  | Нью-Орлеан    | 39               | 1                | 8,6              | 47,4             | 33,3             | 75,0             | 1,9              | 0,5              | 0,3              | 0,1              | 2,9              | 1              | 0              | 5,0            | 50,0           | -              | 0,0            | 1,0            | 1,0            | 0,0            | 0,0            | 2,0            |
| 2024/25                                                                                  | Нью-Орлеан    | 66               | 9                | 18,8             | 45,5             | 34,1             | 83,6             | 4,8              | 1,3              | 0,6              | 0,1              | 6,3              | Не участвовал  | Не участвовал  | Не участвовал  | Не участвовал  | Не участвовал  | Не участвовал  | Не участвовал  | Не участвовал  | Не участвовал  | Не участвовал  | Не участвовал  |
|                                                                                          | Всего         | 197              | 66               | 17,6             | 44,1             | 34,2             | 79,6             | 4,3              | 1,0              | 0,5              | 0,2              | 6,0              | 1              | 0              | 5,0            | 50,0           | -              | 0,0            | 1,0            | 1,0            | 0,0            | 0,0            | 2,0            |
| Наведите курсор мыши на аббревиатуры в заголовке таблицы, чтобы прочесть их расшифровку. |               |                  |                  |                  |                  |                  |                  |                  |                  |                  |                  |                  |                |                |                |                |                |                |                |                |                |                |                |

### Статистика в Джи-Лиге
| Сезон                                                                                    | Команда           | Регулярный сезон | Регулярный сезон | Регулярный сезон | Регулярный сезон | Регулярный сезон | Регулярный сезон | Регулярный сезон | Регулярный сезон | Регулярный сезон | Регулярный сезон | Регулярный сезон | Серия плей-офф | Серия плей-офф | Серия плей-офф | Серия плей-офф | Серия плей-офф | Серия плей-офф | Серия плей-офф | Серия плей-офф | Серия плей-офф | Серия плей-офф | Серия плей-офф |
| Сезон                                                                                    | Команда           | GP               | GS               | MPG              | FG%              | 3P%              | FT%              | RPG              | APG              | SPG              | BPG              | PPG              | GP             | GS             | MPG            | FG%            | 3P%            | FT%            | RPG            | APG            | SPG            | BPG            | PPG            |
| ---------------------------------------------------------------------------------------- | ----------------- | ---------------- | ---------------- | ---------------- | ---------------- | ---------------- | ---------------- | ---------------- | ---------------- | ---------------- | ---------------- | ---------------- | -------------- | -------------- | -------------- | -------------- | -------------- | -------------- | -------------- | -------------- | -------------- | -------------- | -------------- |
| 2021/22                                                                                  | Оклахома-Сити Блю | 1                | 1                | 31,6             | 60,0             | 50,0             | 66,7             | 10,0             | 0,0              | 0,0              | 1,0              | 25,0             | Не участвовал  | Не участвовал  | Не участвовал  | Не участвовал  | Не участвовал  | Не участвовал  | Не участвовал  | Не участвовал  | Не участвовал  | Не участвовал  | Не участвовал  |
| 2022/23                                                                                  | Оклахома-Сити Блю | 4                | 4                | 31,7             | 66,7             | 50,0             | 66,7             | 7,3              | 2,0              | 0,8              | 0,8              | 18,3             | Не участвовал  | Не участвовал  | Не участвовал  | Не участвовал  | Не участвовал  | Не участвовал  | Не участвовал  | Не участвовал  | Не участвовал  | Не участвовал  | Не участвовал  |
|                                                                                          | Всего             | 5                | 5                | 31,7             | 65,0             | 50,0             | 66,7             | 7,8              | 1,6              | 0,6              | 0,8              | 19,6             | Не участвовал  | Не участвовал  | Не участвовал  | Не участвовал  | Не участвовал  | Не участвовал  | Не участвовал  | Не участвовал  | Не участвовал  | Не участвовал  | Не участвовал  |
| Наведите курсор мыши на аббревиатуры в заголовке таблицы, чтобы прочесть их расшифровку. |                   |                  |                  |                  |                  |                  |                  |                  |                  |                  |                  |                  |                |                |                |                |                |                |                |                |                |                |                |

### Статистика в NCAA
| Сезон | Команда   | Conf     | Class | GP | GS | MPG  | FG%  | 3P%  | FT%  | RPG | APG | SPG | BPG | PPG  |
| --- | --------- | -------- | ----- | -- | -- | ---- | ---- | ---- | ---- | --- | --- | --- | --- | ---- |
| 2019/20 | Вилланова | Big East | FR    | 31 | 31 | 32,7 | 45,4 | 32,8 | 81,4 | 9,4 | 1,9 | 1,1 | 0,5 | 10,5 |
| 2020/21 | Вилланова | Big East | SO    | 25 | 25 | 34,5 | 49,7 | 28,0 | 71,4 | 8,5 | 2,2 | 1,0 | 0,6 | 15,7 |
| Всего | Всего     | Всего    | Всего | 56 | 56 | 33,5 | 47,8 | 30,1 | 76,8 | 9,0 | 2,1 | 1,1 | 0,6 | 12,8 |
| Наведите курсор мыши на аббревиатуры в заголовке таблицы, чтобы прочесть их расшифровку Статистика приведена с сайта sports-reference.com |           |          |       |    |    |      |      |      |      |     |     |     |     |      |